# Ubuntu for Android
Ubuntu for Android, attualmente in fase di sviluppo, è una variante di Ubuntu libera e open source progettata per funzionare su telefoni Android. Si prevede che verrà pre-caricata su diversi telefoni. Un modello di Ubuntu for Android è stato mostrato al Mobile World Congress 2012.

Alla fine di aprile 2014 Canonical ha comunicato che Ubuntu for Android non sarà più in fase di sviluppo, però potrebbe continuare in un futuro se qualche OEM lo richiedesse.

## Caratteristiche
- Sia Ubuntu che Android funzionano allo stesso tempo sul telefono, senza emulazione o virtualizzazione, e senza la necessità di riavviare il sistema. Questo è possibile perché sia Ubuntu che Android condividono lo stesso kernel (Linux).[1]
- Quando il dispositivo è collegato ad un monitor, è dotato dell'interfaccia standard di Ubuntu Desktop (Unity).[1]
- Quando il dispositivo è collegato ad un televisore,  l'interfaccia in evidenza è la Ubuntu TV.[5]
- Possibilità di eseguire le applicazioni Ubuntu desktop standard, come Mozilla Firefox, Thunderbird, VLC, ecc.[7]
- Possibilità di eseguire applicazioni Android su Ubuntu Desktop.[8]
- Effettuare e ricevere chiamate ed SMS direttamente dal desktop.[7][9]

## Requisiti di sistema
Secondo Canonical un telefono cellulare necessita dei seguenti requisiti:
- CPU Dual-core 1 GHz
- Accelerazione video: driver del kernel in comune con driver X associati; OpenGL, ES/EGL
- Memoria: 2 GB per l'immagine del disco del sistema operativo
- HDMI: uscita video con framebuffer secondario
- Modalità host USB
- 512 MB RAM